# Hogevank
Hogevank (în armeană Հոգեվանք; transliterat „Hogevank” sau „Hokevank”; trad. Mănăstirea Hoge) este o mănăstire medievală situată lângă satul Sarnaghbyur (Սառնաղբյուր), în provincia Shirak din Armenia. Este cunoscută și sub denumirile Karmir vank (Կարմիր վանք) sau Dzoragyughi vank (Ձորագյուղի վանք),
Biserica „Sfântul Karapet” (Սբ. Կարապետ), terminată în 1205, este principala clădire a complexului monastic. Însă, conform unei inscripții din partea superioară a intrării de nord, biserica a fost numită inițial „Sfântul Stepanos” (Սբ. Ստեփանոս).
Altarul are două intrări: una dinspre vest, cealaltă dinspre nord. Pe latura de est se află altarul principal în formă semicirculară, cu sacristii arcuite, așezate pe fiecare parte în unghi drept. Turla bisericii este de formă cilindrică. În urma cutremurului din 1939, cupola bisericii Sfântul Karapet a fost distrusă. Ea a fost restaurată în 1980. Inițial, biserica a fost construită din tuf lustruit de culoare roșie. Totuși, în timpul restaurării bisericii s-a folosit și tuf de culoare maro sau neagră. Din loc în loc, pe pereții exteriori sunt inserate inscripții.
În interiorul bisericii există semne comemorative sculptate pe patru fețe, realizate în secolele al IV-lea și al V-lea, precum și numeroase lespezi sparte de Hacikar (cruci cioplite pe blocuri de piatră, specifice Armeniei) din secolul al XIII-lea. Din cauza vechimii, inscripțiile de pe ele nu mai sunt lizibile.
La nord de Biserica „Sfântul Karapet” se găsesc ruine ale navei unei capele din secolul al V-lea și ale unui templu cu patru abside din secolul al VII-lea.

## Galerie

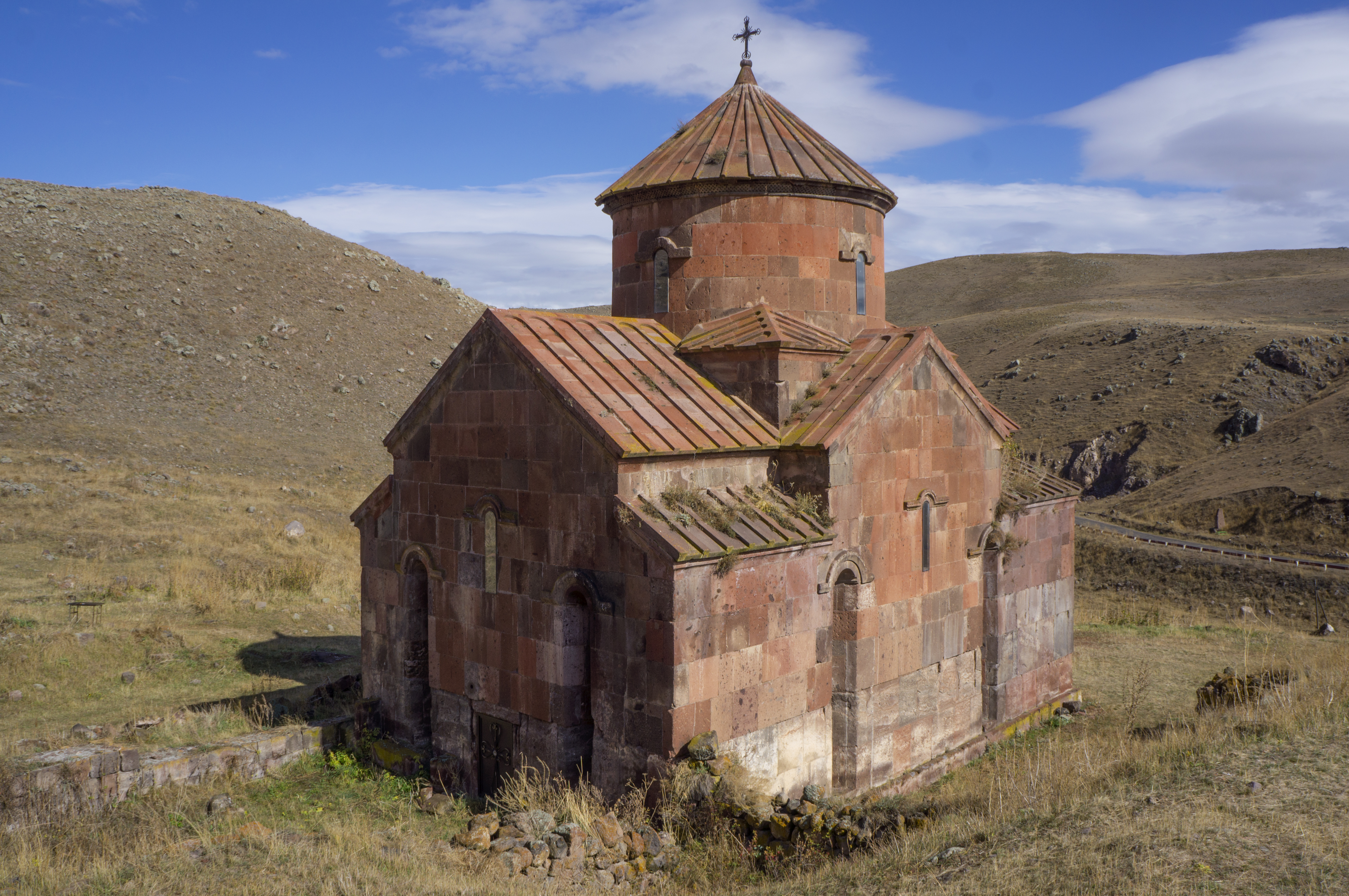
Biserica Sf. Karapet, construită în 1205
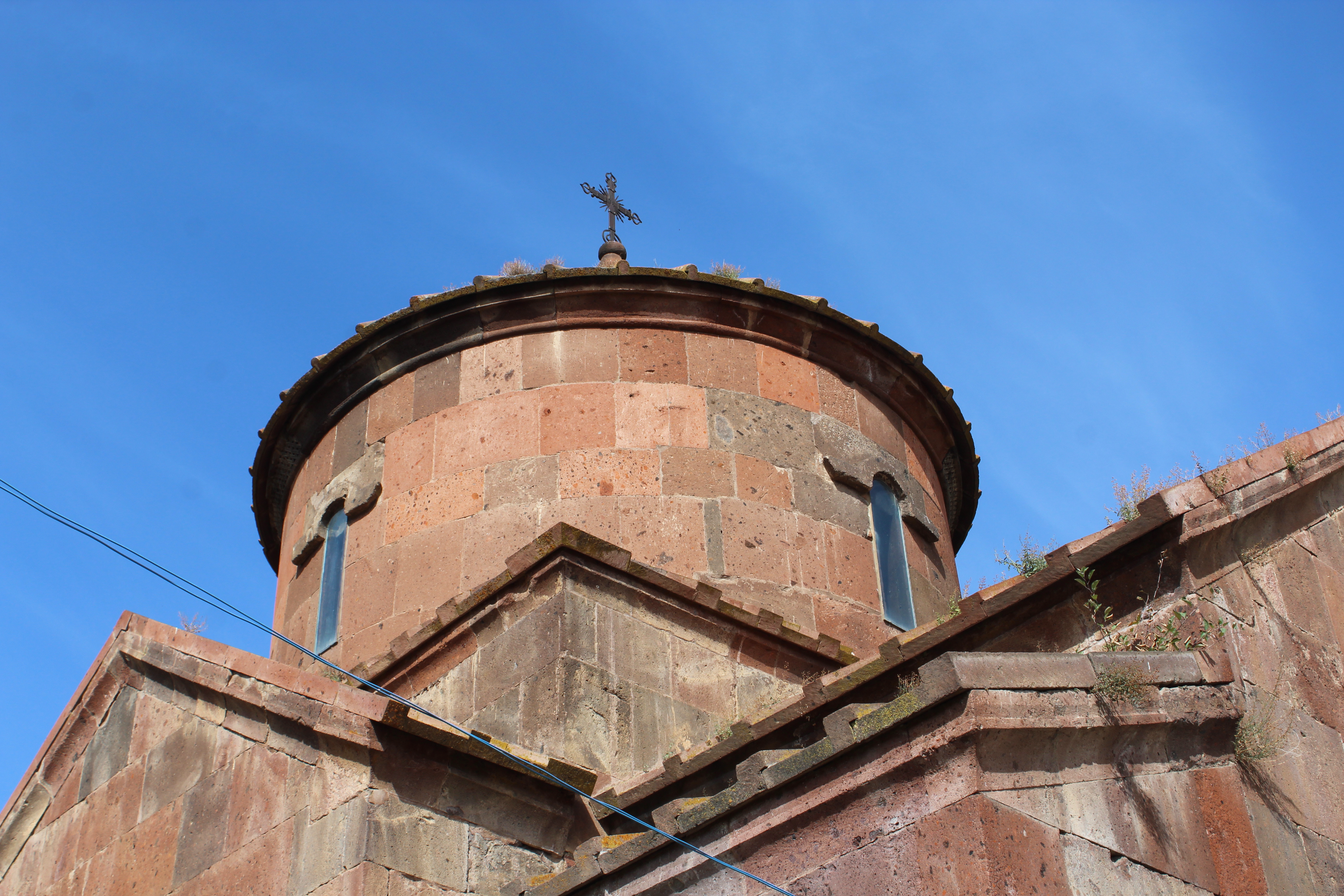
Turla bisericii Sf. Karapet, reconstruită în 1980
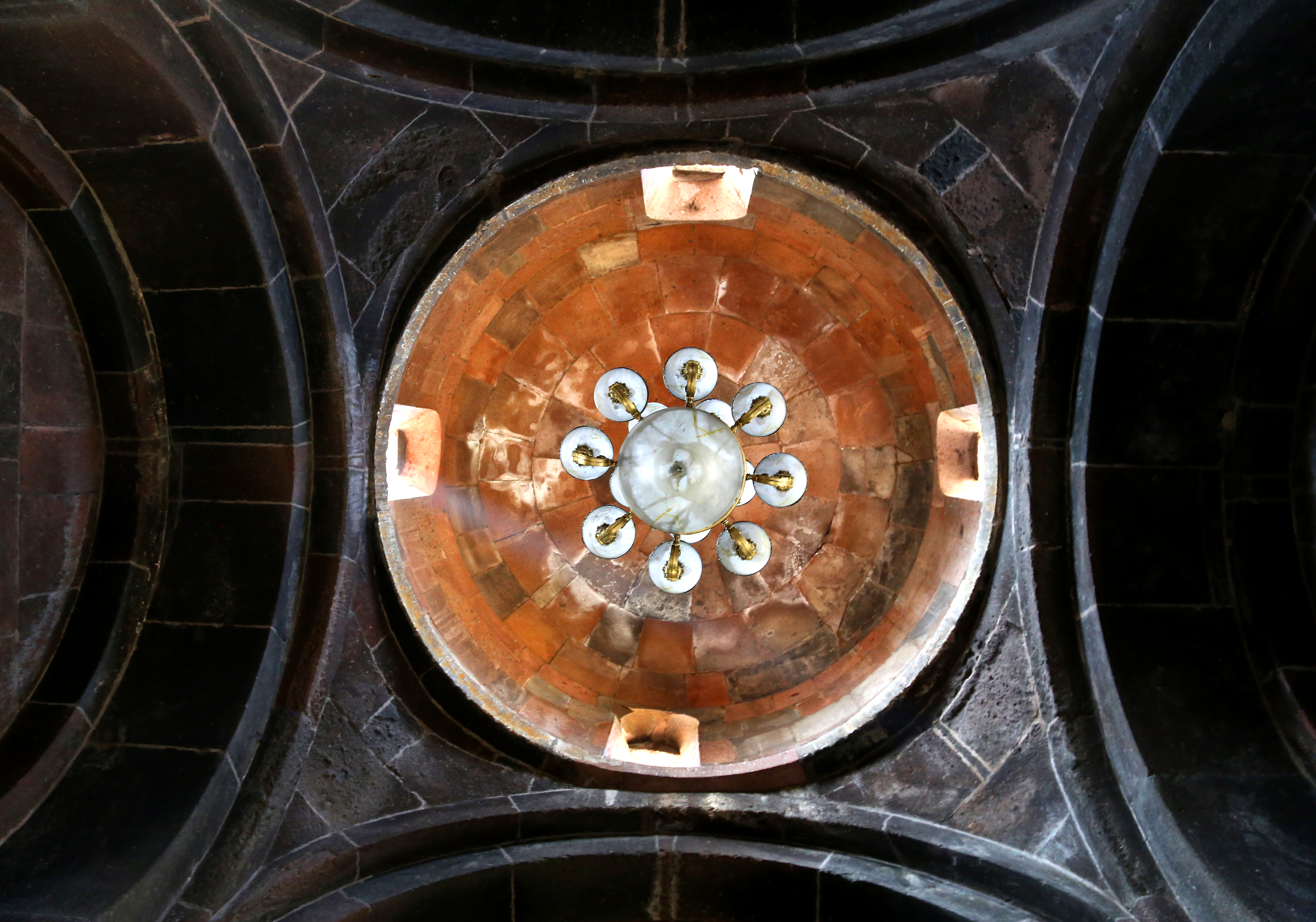
Interiorul turlei
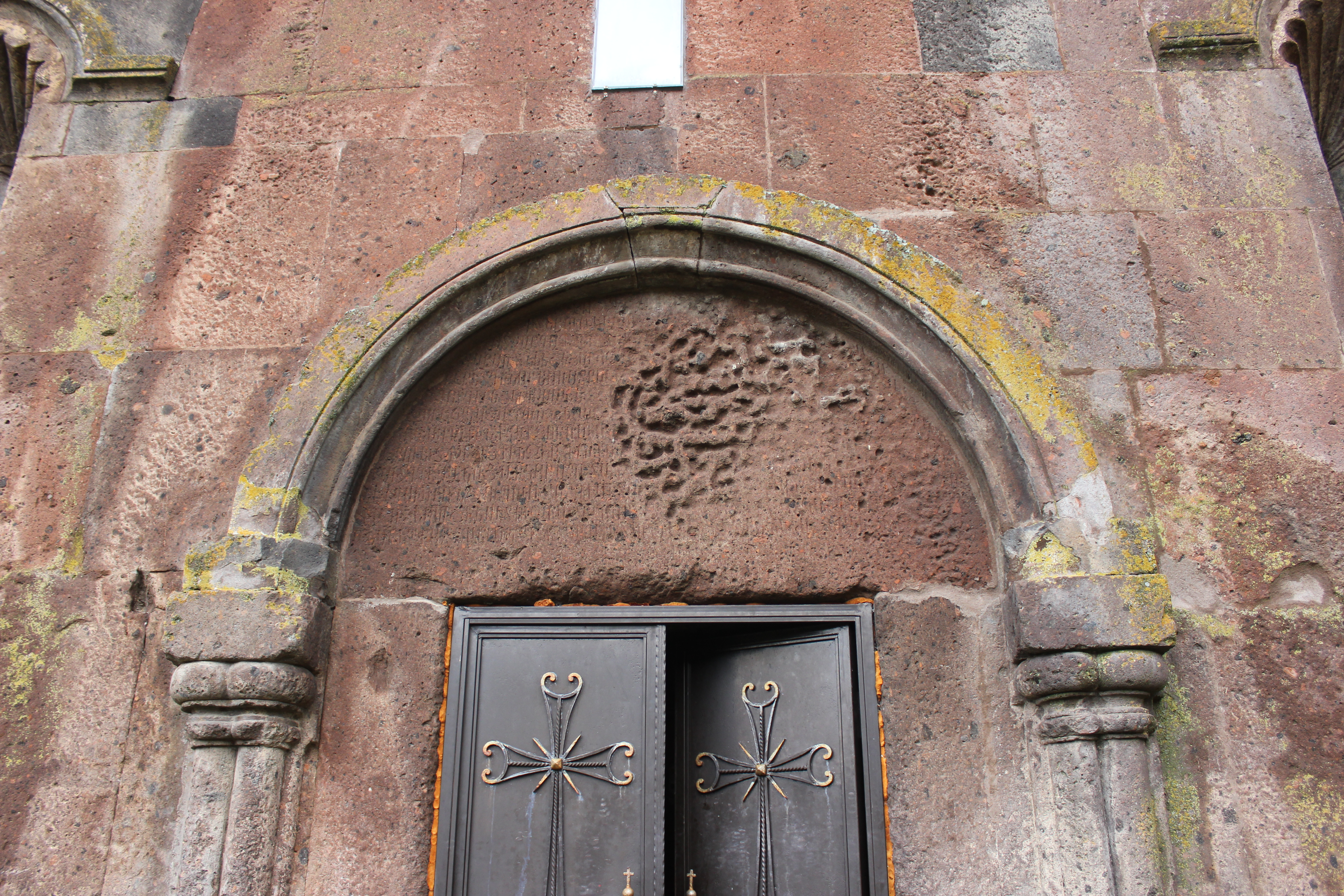
Intrarea în biserica Sf. Karapet
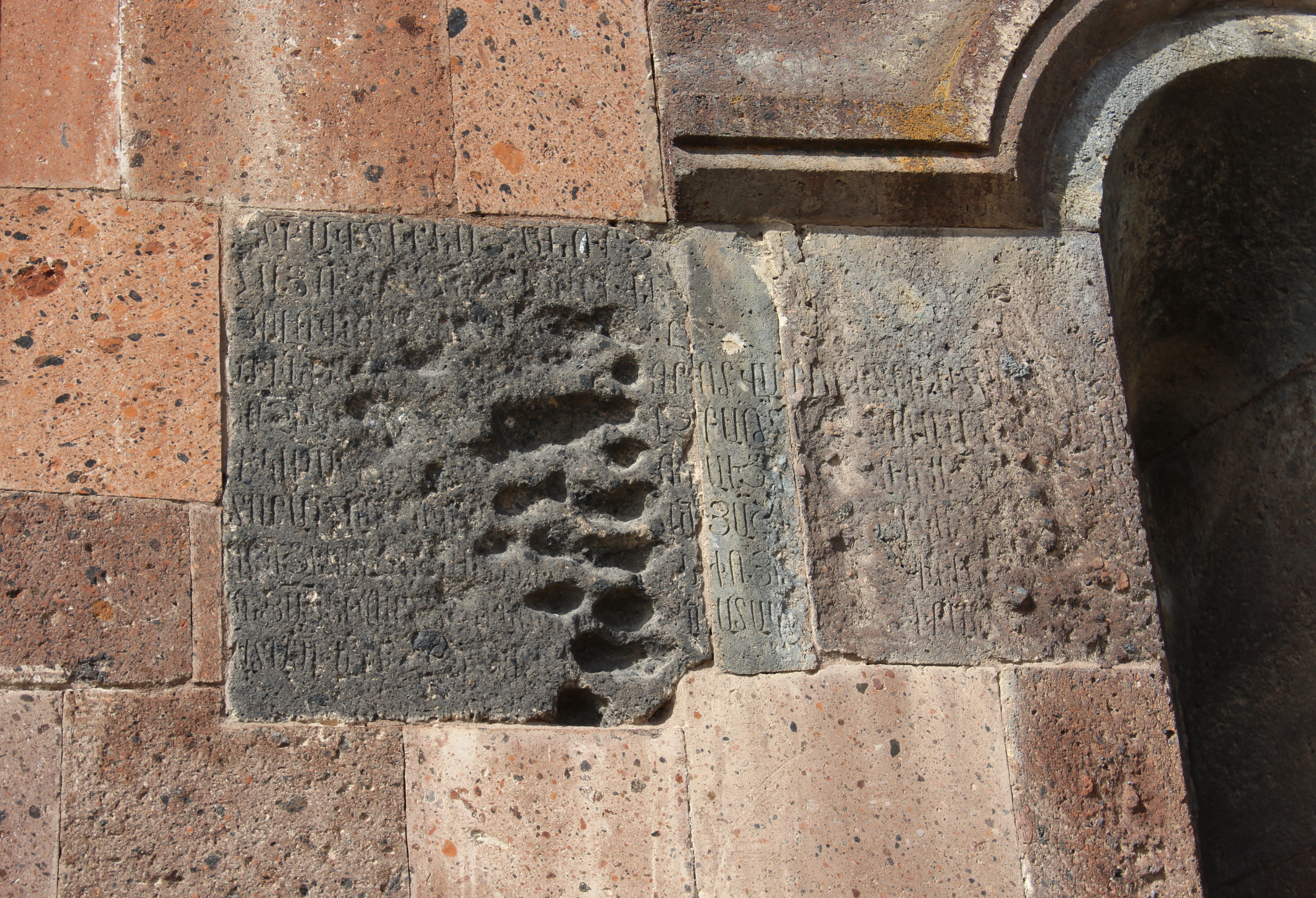
Inscripții pe un zid exterior al bisericii
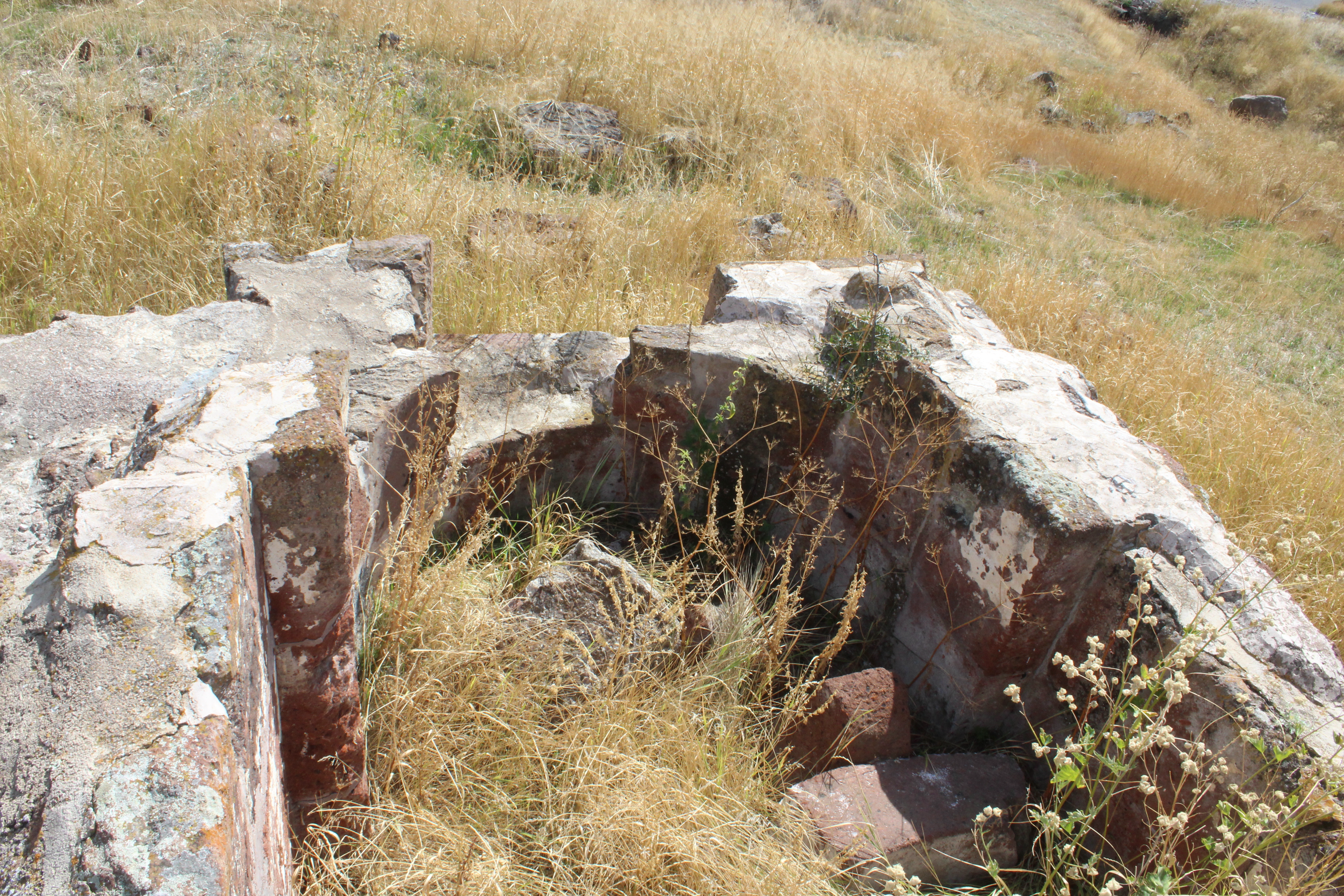
Ruinele unui templu din secolul al V-lea în incinta Mănăstirii Hoge